# شهرستان نانلینگ
شهرستان نانلینگ (به لاتین: Nanling County) یک منطقهٔ مسکونی در چین است که در واها واقع شده‌است.